# Lempisaari

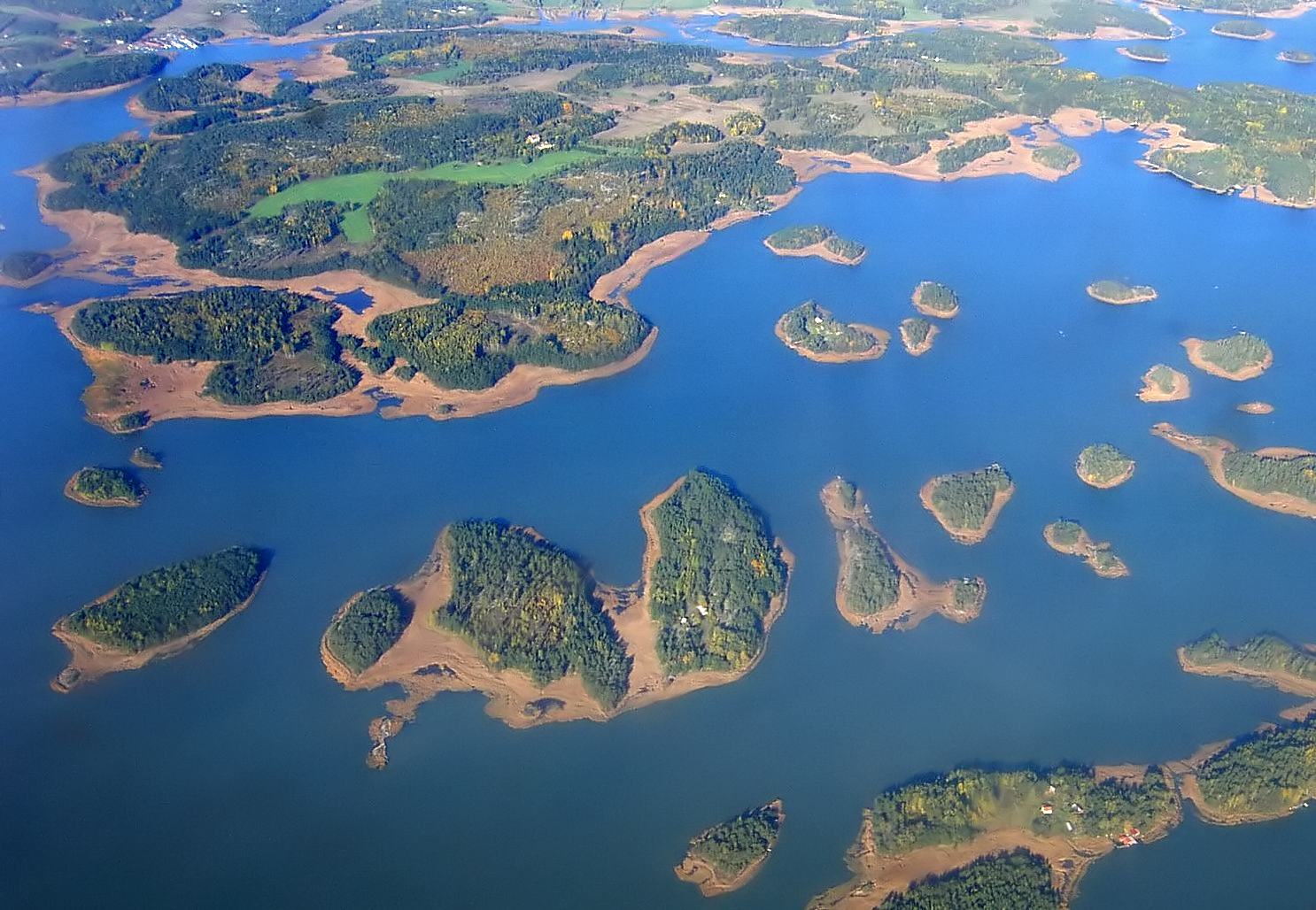
Luftaufnahme von Lempisaari.

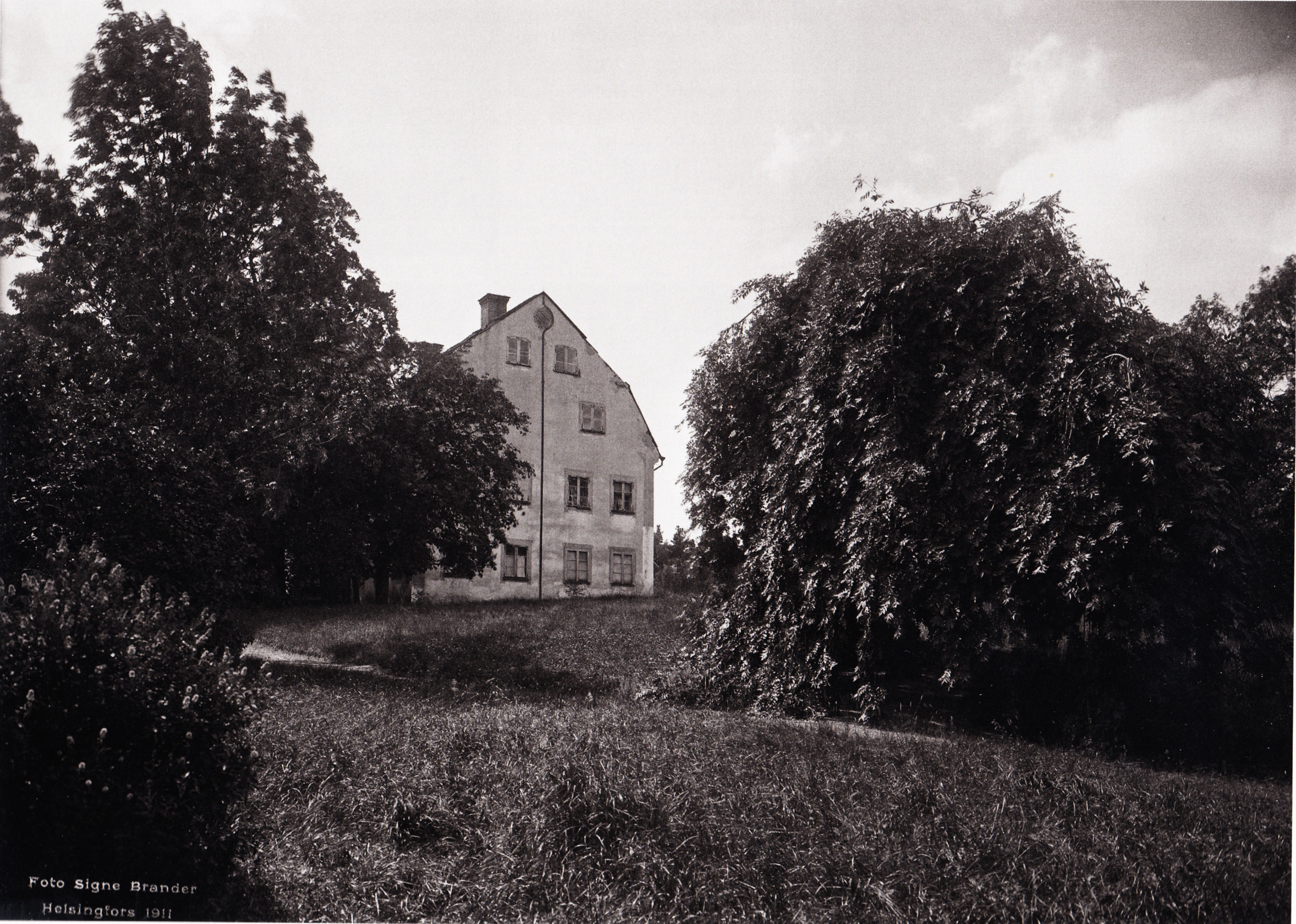
Lempisaari-Anwesen im Jahr 1911.

Lempisaari (schwedisch Lemsjöholm) ist ein Herrenhaus und eine Farm in Naantali.
Das Lempisaari-Anwesen liegt am südwestlichen Rand der ehemaligen Gemeinde Askainen. Lempisaari war im Mittelalter eine Insel, hat aber seit mehreren Jahrhunderten eine Landverbindung zum Festland. Die Fläche von Lempisaari beträgt etwa 400 Hektar. Die Landfläche ist zu etwa 3/4 mit Wäldern und Klippen und zu etwa 1/4 mit Wiese bedeckt. Das Herrenhaus liegt ganz in der Mitte der Insel an einem Hang.
Im Mittelalter gehörte die Insel zum Dorf Lempisten, und der Gutshof darauf gehörte dem Bischof von Turku. Bei der Reformation im 16. Jahrhundert wurde Kirchenbesitz, darunter auch Lempisaari, an die Krone übertragen. 1577 schenkte der Herzog von Juhana die Insel samt Anwesen seiner Tochter Sofia Gyllenhielm, die er unehelich mit Katarina Hansdotter gezeugt hatte. Sofia lebte zusammen mit ihrem Mann, Pontus De la Gardie, einem in Frankreich geborenen schwedischen Kriegsherrn, zwar hauptsächlich in Reval, doch unterhielten sie das Herrenhaus als Urlaubsresidenz.
Sofias Tochter Brita Pontusdotter De la Gardie heiratete den schwedischen Schatzmeister Jesper Matsson Krus, mit dem sie einen Teil ihres Lebens auf Lempsaari verbrachte.
Herman Fleming ließ das Gebäude 1767 so umbauen, wie es noch heute aussieht. Das Haus ist zweistöckig und aus Stein erbaut. Der Architekt ist nicht sicher zu bestimmen, aber vermutlich war es der damalige, aus Turku stammende Stadtarchitekt, Christian Friedrich Schröder.
Im Jahr 1823 wurde Lempisaari von Lars Gabriel von Haartman gekauft, der Berater und Vizepräsident der Finanzabteilung des Senats war. Zu der damaligen Zeit war er eine der einflussreichsten Personen im Großherzogtum Finnland, vergleichbar mit dem Premierminister des heutigen Systems. Das Herrenhaus ist seitdem im Besitz der Familie von Haartman geblieben. Ein bekannter Bewohner des Hauses war der 1998 verstorbene Ornithologe Lars von Haartman. Auf der Insel studierte er Vögel etwa sechs Jahrzehnte lang. Der aktuelle Besitzer des Anwesens (Stand 2018) ist Jan Gunnar von Haartman.
Im Jahr 2009 erklärte das Museovirasto („Finnish National Board of Antiquities“) Lempisaari zum architektonischen Erbe Finnlands
Lempisaari wurde 2009 aufgrund der gemeinsamen Gemeindeversammlung Teil der Gemeinde Masku. Im Jahr 2011 wurde es jedoch wieder an Naantali zurückgegeben.